# Clément Lépidis
Clément Lépidis, nom de plume de Kléanthis Tsélébidis (en grec moderne : Κλεάνθης Τσελεμπίδης), est un écrivain français né le 24 avril 1920 à Paris 10e et mort à Paris 14e le 26 août 1997,.  Il est inhumé au cimetière parisien de Pantin dans la 127e division.

## Biographie
Clément Lépidis est né de parents originaires d'Anatolie qui avaient dû fuir les massacres de la population orthodoxe grecque lors du mouvement « Jeunes-Turcs », puis la guerre gréco-turque. Il a vécu son enfance et son adolescence à Belleville où son père, comme de très nombreux réfugiés grecs et arméniens, travaillait dans la chaussure, à quoi lui-même s'essaya un temps (La Vie en chantier, L'Arménien, La Main rouge). Après avoir exercé plusieurs métiers, expérience qui lui inspirera Les Tribulations d'un commis voyageur, il se consacre à la peinture et la littérature.
Ami du photographe Robert Doisneau, de l'accordéoniste Jo Privat dont il écrivit la biographie, du lutteur et ouvrier tailleur Tasso Miadès (natif de Constantinople), il aimait le Paris populaire dont il a décrit l'aspect heureux et bon enfant, mais aussi le côté sombre pendant l'occupation allemande (rafle des Juifs, des Arméniens, les nombreux voisins et amis de son enfance à Belleville). Il montrera ces aspects entre autres dans le roman L'Arménien.
À sa mort, en 1997, il laisse une vingtaine de textes : poésies, nouvelles, romans, récits.

## Œuvres
- La Rose de Büyükada, 1963, Julliard, prix des Deux Magots
- La Fontaine de Skopelos, 1969, Seuil
- Le Marin de Lesbos, 1972, Seuil, prix du roman populiste
- L'Arménien, 1973, Seuil, prix Lange de l’Académie française en 1974 et prix de la Société des gens de lettres
- Belleville, 1975, Éditions Henri Veyrier
- Les Émigrés du soleil (nouvelles), 1976, Seuil
- La Main rouge, 1978, Seuil
- Le Mal de Paris, 1980, Arthaud, photographies de Robert Doisneau, prix Durchon-Louvet de l’Académie française en 1981
- La Conquête du fleuve, 1980, Seuil
- Belleville au cœur, 1980, Éditions Vermet
- Mille Miller, 1981, Ramsay  (ISBN 2-85956-199-4)
- Cyclones (poèmes), 1981, Seuil
- L'Or du Guadalquivir, 1983, Seuil
- Des soleils à Hokkaidô, 1983, Éditions Vermet
- Des Dimanches à Belleville, 1984, ACE Éditeur
- Les Oliviers de Macédoine, 1985, Seuil
- Un itinéraire espagnol, 1985, Éditions Christian Pirot
- Monsieur Jo : roman d'une vie, 1986, Le Pré aux clercs
- Furia andalouse, 1986, Éditions Christian Pirot
- Sur les pas du Colosse de Maroussi : lettre à Henry Miller, 1989, Éditions Henri Veyrier  (ISBN 2-85199-510-3)
- Sortilèges andalous (nouvelles), 1991, Éditions Denoël
- La Vie tumultueuse d'Eulalie Moulin, 1991, Éditions Messidor
- La Vie en chantier, roman autobiographique, 1993, Éditions Denoël  (ISBN 2-207-24020-7)
- Les Tribulations d'un commis voyageur, 1996, Éditions Le Temps des Cerises
- Je me souviens du 20e arrondissement, 1997, Parigramme
- Les Bals à Jo, 1998, Éditions Le Sémaphore